# Kropidlak czarny
Kropidlak czarny (Aspergillus niger Tiegh), potocznie czarna pleśń – gatunek grzybów z rodziny kropidlakowatych Aspergillaceae. Gatunek kosmopolityczny, pospolity na całym świecie.

## Systematyka i nazewnictwo
Pozycja w klasyfikacji według Index Fungorum: Aspergillus, Aspergillaceae, Eurotiales, Eurotiomycetidae, Eurotiomycetes, Pezizomycotina, Ascomycota, Fungi.
Po raz pierwszy opisał go Philippe Van Tieghem w 1867 r. Ma ponad 20 synonimów nazwy naukowej.

## Znaczenie
Kropidlak może być przyczyną infekcji grzybiczej ucha (otomykozy) prowadzącej do zmian chorobowych zwanych uchem pływaka. Wdychanie zarodników tego grzyba może powodować chorobę płuc kojarzoną z tzw. klątwą Tutanchamona. Grzyby te wytwarzają toksyczne substancje aflatoksyny i prawdopodobnie ochratoksyny, które jak inne mykotoksyny mogą być niebezpieczne dla zdrowia ludzi.
Kropidlak czarny jest wykorzystywany do produkcji kwasu cytrynowego i glukonowego. Grzyb ten wytwarza również enzymy, m.in. glukoamylazę i pektynazę. Konidiofory mają różne rozmiary, ścianki trzonka gładkie, bezbarwne lub lekko brązowawe. Trzonki pod szczytem przechodzą w rozdętą buławkę (pęcherzyk – vesicle), której średnica może osiągać nawet 100 μm.
A. niger produkuje oksydazę glukozową (GOx) stosowaną w oznaczeniach glukozy we krwi z użyciem standardowych metod, jak i biosensorów oraz w oznaczeniach glukozy w procesach przemysłowych.

## Występowanie
Występuje w glebie i innych wilgotnych miejscach. Często atakuje produkty spożywcze żywności (tzw. czarna pleśń).